# Zvěstov
Zvěstov är en ort i Tjeckien.   Den ligger i regionen Mellersta Böhmen, i den centrala delen av landet, 60 km sydost om huvudstaden Prag. Zvěstov ligger 410 meter över havet och antalet invånare är 385.
Terrängen runt Zvěstov är platt norrut, men söderut är den kuperad. Zvěstov ligger nere i en dal. Runt Zvěstov är det glesbefolkat, med 19 invånare per kvadratkilometer. Närmaste större samhälle är Benešov, 18,2 km norr om Zvěstov. Trakten runt Zvěstov består till största delen av jordbruksmark.